# Campo Jemini
Campo Jemini è una frazione di circa 2 000 abitanti del comune di Pomezia, nel Lazio.

## Geografia fisica
Campo Jemini è posto nell'entroterra del comune di Pomezia, tra la costa tirrenica dove oggi si trova Torvaianica e il confine con il comune di Ardea.

## Clima
Dal punto di vista termico il territorio rientra nel dominio del clima temperato mediterraneo con inverni miti, temperature autunnali superiori a quelle primaverili, estati calde e ventilate.

## Storia

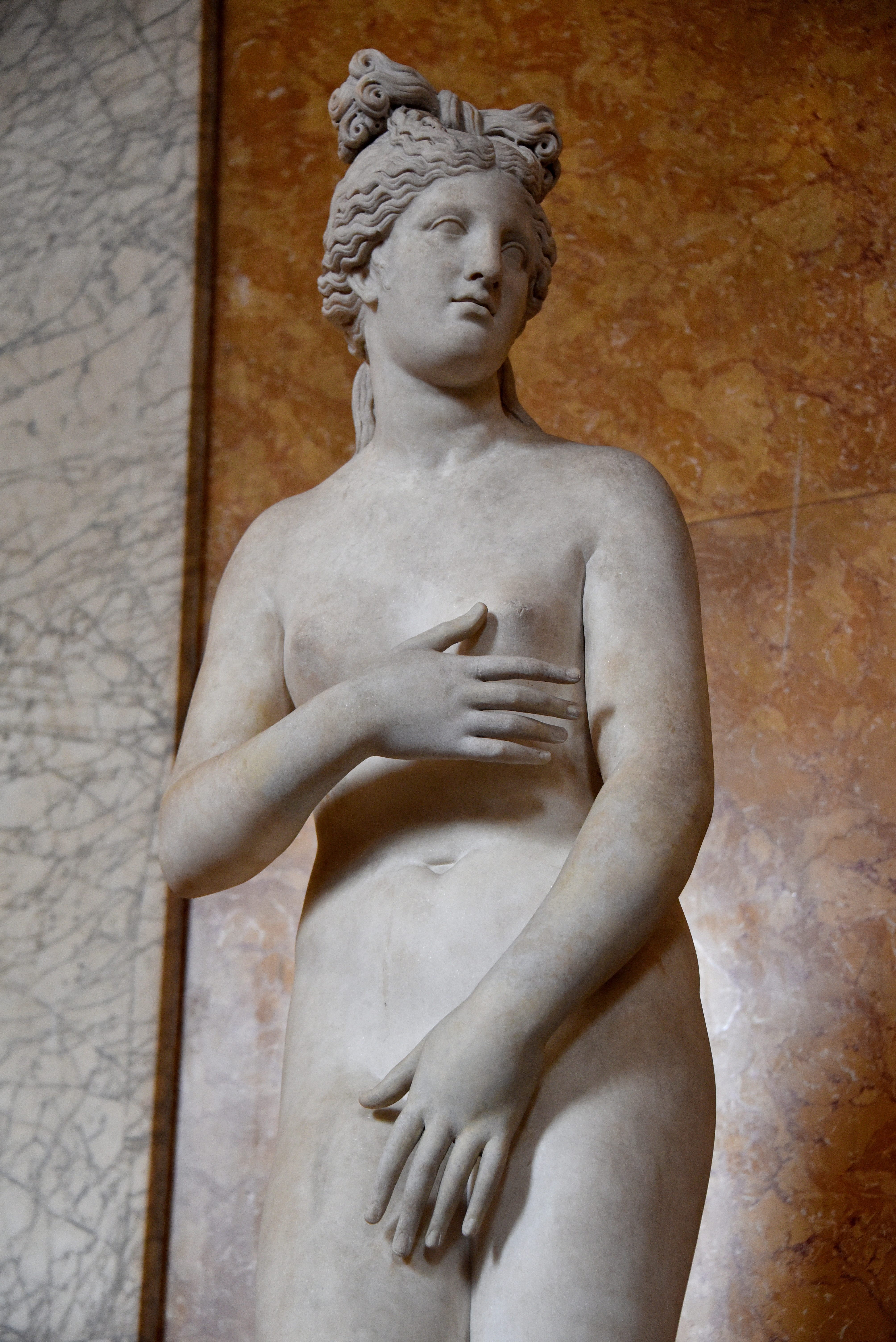
Nudo di Venere ritrovato a Campo Jemini nel 1794.

Campi Jemini si trova in prossimità dell'antica città latina di Lavinium.
Nel 1794 il duca di Sussex vi trovò diversi reperti archeologici, tra i quali la statua di una Venere, oggi esposta al British Museum di Londra. Sulla base di questi ritrovamenti, e di alcuni passi di Plinio il Vecchio e di Strabone, Antonio Nibby ipotizzò che in quest'area sorgesse il borgo e il tempio latino di Aphrodisium.
Tra gli altri reperti, statue di Giunone, il torso di un piccolo Apollo, uno di Cupido e un Mercurio dio della palestra.
Agli inizi del 1900, i possedimenti del cavalier Mazzoleni, tra cui anche quelli di Campo Jemini, furono suddivisi e dati in mezzadria, soprattutto a famiglie originarie delle Marche. L'operazione, che in generale diede ottimi risultati in termini di produzione agricola, non diede i risultati sperati a Campo Jemini, dove ancora si registrarono casi di malaria.

## Collegamenti
Campo Jemini ha un'unica via d'accesso, via delle Orchidee, che collega il quartiere a quelli limitrofi della Castagnetta e di Torvaianica Alta.